# Японская рабоче-крестьянская партия
Не путать с Рабоче-крестьянской партией (Родо Номинто), основанной ранее в 1926 году, и Рабоче-крестьянской партией (Родося Номинто), основанной в 1948 году
Японская рабоче-крестьянская партия, Нихон Роното (яп. 日本労農党 Нихон Ро:но:то:) — социалистическая политическая партия в Японии, существовавшая с декабря 1926 года по декабрь 1928 года. За время своего существования она занимала в расколотом социалистическом движении центристские позиции.

## Основание
Японская рабоче-крестьянская партия была одной из нескольких пролетарских партий, существовавших в Японии во второй половине 1920-х годов. Была основана в Токио 9 декабря 1926 года как откол от Социал-демократической (Социалистической народной) партии (СДП), в свою очередь образовавшейся в результате раскола в Рабоче-крестьянской партии. Учреждение новой партии произошло всего через четыре дня после основания Социал-демократической партии .
Раскол имел как личные, так и идеологические аспекты. Среди основателей Партии трудящихся-фермеров Японии были Асанума Инэдзиро и его последователи из Японского крестьянского союза, а также левые социалистические интеллектуалы, такие как Асо Хисаси, Коно Мицу, Судзуки Мосабуро, Танахаси Котора и Като Кандзю. Председателем партии стал Асо Хисаси, а генеральным секретарем — Мива Дзюсо.

## Политическое мировоззрение
По своей программе партия мало чем отличалась от Рабоче-крестьянской партии, близкой к Коммунистической партии Японии (и фактически контролировавшейся той, хотя в её рядах были и некоммунисты). По факту, несколько членов Японской рабоче-крестьянской партии сами были бывшими коммунистами (например, Кондо Эйзо, основатель Коммунистической партии просвещенного народа). Однако на практике между ЯРКП и РКП существовало четкое политическое разграничение. ЯРКП занимала в то время центристскую позицию в японском левом движении — между КПЯ и РКП слева и СДП справа. Партия стремилась мобилизовать массы рабочего класса на легальную борьбу, преимущественно парламентскими методами. При этом партия выступила против японской интервенции в Китае.

## Полемика с другими социалистическими партиями
Хотя руководство ЯРКП отвергало связи с Коммунистическим Интернационалом, партия идентифицировала себя как революционных марксистов. Она заявляла, что заняла «правильную линию в пролетарском движении»: дескать, левое крыло социалистического движения страдало от «детской болезни», а правое — было «старческим». Однако ЯРКП также критиковали с двух сторон: левые характеризовали её как «мелкобуржуазную», а правые утверждали, что партию использовали коммунисты. Существовали также некоторые региональные пролетарские партии, занимавшие схожие с ЯРКП позиции.
В своих тезисах 1927 года Коммунистическая партия заявила, что роль Японской рабоче-крестьянской партии была особенно «предательской» и что та отличалась от правых социал-демократов просто за счет использования фальшивой левой риторики Однако в 1928 году Коммунистическая партия приняла решение работать над объединением РКП, с ЯРКП направив свои кадры для работы в последней; однако на практике они не смогли закрепиться внутри этой партии.

## Массовые организации
За расколом Социал-демократической партии в 1926 году последовал раскол в профсоюзном центре Содомэй. Лидеров ЯРКП попросили уйти с руководящих постов в этом профцентре, после чего партия объединила своих последователей в рабочем движении, сформировав собственное профсоюзное объединение — Лигу профсоюзов Японии. В феврале 1927 года сочувствующие партии крестьяне вышли из Всеобщей федерации японских крестьянских союзов, возглавляемой Социал-демократической партией, и образовали Всеяпонский крестьянский союз в качестве аграрного крыла ЯРКП. В октябре 1927 года была образована женская организация, связанная с партией — Национальная женская лига.

## Выборы 1927 и 1928 годов
Согласно документу КПЯ 1927 года, ЯРКП насчитывала около 6000 членов. Партия получила три места на выборах в префектурах в октябре 1927 года. Всего было представлено 32 кандидата, набравших 34 718 голосов.
В преддверии выборов в национальный парламент 1928 года ЯРКП предложила различные далеко идущие реформы, такие как отказ от военного обучения для студентов и введение государственного регулирования цен на продукты питания. Выборы характеризовались ожесточенной конфронтацией не только между властью и оппозицией, но и между различными пролетарскими партиями. Взяточничество и принуждение были обычным явлением в избирательных округах. В Ашио, где баллотировался лидер ЯРКП Асо Хисаси, предвыборные собрания партии разгоняла полиция, а кампании противников Хисаси щедро финансировались местной горнодобывающей компанией.
Партия поддержала на выборах 14 кандидатов, которые в совокупности набрали 93 400 голосов (0,9 % голосов по всей стране); один из них был в итоге избран в парламент — Каваками Яотаро, юрист из Кобе. Подавляющее большинство голосов за партию на этих выборах было подано в городских районах (где было выдвинуто большинство её кандидатов).
После выборов три пролетарские партии в парламенте (ЯРКП, РКП и СДП) сумели сформировать совместный парламентский комитет, несмотря на свои политические разногласия. Однако просуществовал он недолго, поскольку в ходе гонений на левую оппозицию («Инцидент 15 марта 1928 года») власти запретили РКП. ЯРКП требовала выразить от имени объединенного комитета протест против репрессий, в то время как СДП не просто отказалась осудить запрет, но и оборвала любые контакты с запрещённой партией.

## Создание Японской массовой партии
В декабре 1928 года партия объединилась с Пролетарской массовой партией, Японской крестьянской партией и четырьмя региональными политическими силами, образовав Японскую партию масс Японии. Однако даже после слияния руководство ЯРКП сохраняло свою деятельность в качестве отдельной группировки на протяжении 1930-х годов.